# Zero 2 Infinity
Zero 2 Infinity (0II∞, también representado como Zero2Infinity) es una empresa privada española que desarrolla globos de gran altitud para proporcionar acceso al espacio cercano y la órbita terrestre baja utilizando una cápsula transportada por globos y un lanzador transportado por globos.
La empresa fue fundada en 2009 por el ingeniero aeroespacial José Mariano López-Urdiales, actual director general. Tiene su sede en Barberá del Vallés, Barcelona, España.
Zero 2 Infinity ha estado probando globos a gran altitud y lanzando pequeñas cargas útiles a grandes altitudes para instituciones científicas y empresas comerciales para probar elementos por encima de la mayor parte de la atmósfera de la Tierra. Su sistema de lanzamiento tiene un impacto significativamente menor en el medio ambiente, una ventaja sobre los sistemas convencionales. La cápsula de la empresa llamada Bloon también se puede utilizar para el turismo. A finales de 2016, su director ejecutivo había sugerido que los vuelos comerciales podrían tener lugar a partir de 2019.

## Productos
Tiene tres líneas de negocio:
- Bloostar: Un lanzador de globos para transportar cargas útiles como pequeños, micro y nanosatélites a la órbita, basado en la tecnología Rockoon.
- Bloon: Una nave de emisión cero transportada por globos para el lanzamiento de vehículos tripulados al espacio cercano con fines de investigación científica, educativos y también de turismo espacial.
- Elevate: Un servicio proporcionado para transportar cargas útiles al espacio cercano con fines científicos, comunicaciones, pruebas de satélites, meteorología y marketing.

### Bloostar
Bloostar es un vehículo de lanzamiento actualmente en desarrollo, destinado a competir en el mercado de lanzamiento de pequeños satélites. Se basa en el concepto rockoon: la primera etapa del ascenso se realiza mediante el uso de un globo a gran altitud de hasta 30 km (19 millas), donde la plataforma del cohete se enciende y se separa del globo para insertar la carga útil en órbita. El diseño está destinado a ser capaz de entregar una carga útil de 140 kg a una órbita terrestre baja de 200 km, o una carga útil de 75 kg a una órbita sincrónica del sol de 600 km.

#### Diseño
El vehículo de lanzamiento está compuesto por un conjunto de motores de combustible líquido agrupados como toroides concéntricos unidos a la carga útil central. Cada toroide funciona como una etapa durante el ascenso del cohete una vez que se ha encendido desde unos 30 km (19 millas) sobre el nivel del suelo. Las etapas se van separando progresivamente del vehículo, de forma similar al lanzamiento de un satélite convencional mediante un cohete con puesta en escena paralela.
El diseño incluye un total de 13 motores divididos en tres etapas, todos con combustible de metalox (metano líquido y oxígeno líquido). La primera etapa, la más externa, es un toroide con seis motores Teide 2 que producen cada uno 15 kN de empuje; la segunda etapa es un toroide más pequeño con seis motores Teide 1 más pequeños, cada uno de los cuales produce 2 kN de empuje; la tercera etapa se coloca en el centro de los toroides con un solo motor Teide 1. Al usar la alimentación cruzada de propelente, todos los motores disponibles se encenderán simultáneamente, pero solo el tanque de combustible en la etapa más externa se agotará a la vez, lo que aumentará el rendimiento. Como los motores solo dispararán a muy gran altitud, los 13 se optimizarán para producir el máximo empuje en condiciones de vacío o casi vacío, similar a los motores de la etapa superior de los cohetes convencionales. Debido a su uso exclusivo a gran altitud, se requieren presiones de la cámara de combustión mucho más bajas y, por lo tanto, se utiliza un diseño de motor alimentado a presión simple, que reduce sustancialmente el costo y la complejidad al omitir las turbobombas. Las cámaras de combustión de los motores del Teide 1 están impresas en 3D por la Fundación Andaluza para el Desarrollo Aeroespacial.
El uso de varias etapas en forma de toroide da como resultado una mayor distancia de separación a la línea sónica durante la entrada atmosférica, reduciendo la posibilidad de dañar las etapas debido a las altas temperaturas alcanzadas. Otra ventaja promovida es la capacidad de lanzar satélites sin necesidad de plegarlos, ya que un vehículo de forma plana es capaz de instalar satélites desplegados en paneles desde el sitio de lanzamiento.
Los componentes del globo serán aterrizados y potencialmente reutilizados. Según López Urdiales, el vehículo lanzador de cohetes Bloostar "ha sido diseñado para ser reutilizable, técnicamente, pero no como parte del plan de negocios. Los motores queman metano y oxígeno por muchas razones, pero una es que genera menos hollín y deja el motores reutilizables. Además, se ha seleccionado la forma de un toro para reducir el calentamiento aerodinámico en la reentrada. La forma óptima en el vacío es similar a la forma óptima para la reentrada (contundente). La forma óptima para el ascenso es muy diferente (esbelta). Bloostar ha sido diseñado desde su encendido teniendo en cuenta 'el camino de regreso'. Es más fácil hacerlo si el globo se encarga de 'subir'." Sin embargo, se intentará la recuperación, y se ha tenido en cuenta dado para un eventual sistema mediante el cual la primera etapa descenderá de arriba hacia abajo, utilizando una parte de su carenado dorsal como escudo térmico ablativo, y será lenta para ser atrapada en una red basada en el mar.

#### Historia
El desarrollo de Bloostar comenzó en 2013. La primera prueba de vuelo se llevó a cabo con éxito en marzo de 2017, en la que un prototipo a menos de la mitad de la escala de las dos etapas superiores se llevó a 25 km de altitud en globo, separados, hizo una quema corta utilizando un pequeño motor sólido, y luego fue recuperado intacto por paracaídas. Según la Payload User's Guide, seguirá la Fase 2 del desarrollo, que incluirá vuelos suborbitales de nanobloorstar (una tercera etapa de un Bloostar de producción) con una carga útil de 75 kg a una altitud de 180 km.
En ese momento del vuelo de prueba de 2017, se proyectó el primer lanzamiento comercial para 2019. Sin embargo, López Urdiales señaló posteriormente que esta fecha podría deslizarse debido a que Zero 2 Infinity se centró en su línea de productos Elevate, que genera ingresos.

### Bloon
Bloon es una forma eficiente y segura de visitar el espacio: usando un globo unido a una cabina presurizada. 
A medida que el globo se llena de helio, se eleva junto con la cabina, ascendiendo durante 1 hora y media hasta alcanzar los 36 kilómetros de altura. Una vez alcanzada la estratósfera, los turistas permanecerán en ella durante 2 horas.
A continuación, inicia la fase de aterrizaje, la cual consiste en la separación del globo de la cabina presurizada, en este momento los pasajeros podrán experimentar la microgravedad (o gravedad cero) durante aproximadamente 1 minuto.
Posteriormente se despliega un parapente que permite desacelerar la cabina y ofrecer cierta “maniobrabilidad” durante el aterrizaje. Finalmente se liberan unos “airbags” ubicados en la parte inferior para proteger la cabina y sus pasajeros al tocar tierra.
Una de las particularidades de este vuelo es que no se podrá garantizar el sitio de aterrizaje, ya que dependerá principalmente de las condiciones climáticas; sin embargo, los técnicos pueden ofrecer una predicción bastante acertada de donde aterrizará la cabina, la cual nunca superará los 300 kilómetros de distancia del sitio de despegue.

### Elevate
Elevate es un servicio proporcionado para elevar cargas útiles al espacio cercano en una plataforma de globos estratosféricos con fines tales como pruebas de (componentes de) naves espaciales, pruebas de caída, observación celeste o publicidad. La carga útil en un globo de presión cero estratosférica puede variar desde varios kilogramos hasta más de 5000 kg y la altitud objetivo varía entre 20 y 42 kilómetros. La duración en altitud o "flotación" se puede extender de horas a varios días o incluso semanas, dependiendo del lugar de lanzamiento. Como parte del servicio Elevate, también se ofrecen soluciones adicionales como paneles solares, energía de la batería o opciones de retorno avanzadas como un parafoil guiado (a diferencia de un paracaídas tradicional) y soluciones a medida para los requisitos del cliente.